# Oceanografia

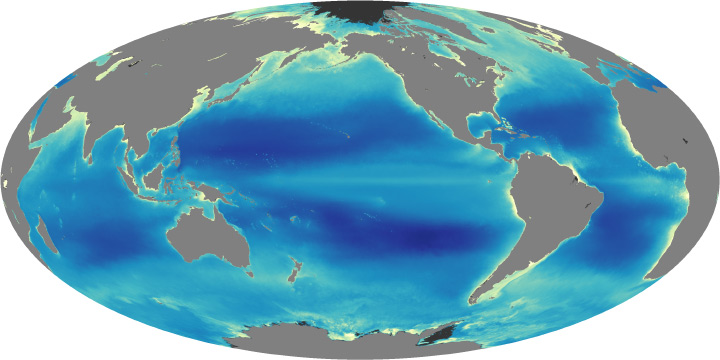
Concentració global de clorofil·la oceànica. mapa mostrant la concentració mitjana de clorofil·la a l'oceà entre juliol del 2002 fins al maig del 2010. El fitoplàncton és més abundant (groc, clorofil·la alta) a les latituds altes i a les zones de surgència al llarg de l'equador i prop de les costes. Són escassos als oceans remots (blau fosc), on els nivells de nutrients són baixos. Imatge de la NASA.

L'oceanografia és una disciplina científica centrada en l'estudi dels processos físics, químics, biològics i geològics que es produeixen en l'oceà, les mars i el seu contacte amb l'atmosfera, els fons marins i les terres emergides, tenint en compte la interconnexió funcional entre els sistemes marins, terrestres i atmosfèrics.
L'oceanografia, del grec antic ὠκεανός: oceà i γραφή: escriptura, també anomenada oceanologia, ciència del mar, ciència oceànica i ciència marina, s'ocupa de l'estudi científic de l'oceà. La paraula «oceanografia» fou emprada per primer cop l'any 1584, en francès océanographie,. A partir del 1880 apareix en alemany oceanographie i més endavant ja és adoptada per la majoria de llengües europees.
L'oceanografia és una ciència de la Terra, que cobreix una àmplia gamma de temes, com ara els corrents oceànics, les ones i la dinàmica de fluids geofísics; fluxos de diverses substàncies químiques i propietats físiques dins de l'oceà i a través dels seus límits; dinàmica dels ecosistemes; la tectònica de plaques i la geologia del fons marí. Els oceanògrafs abracen diverses disciplines científiques per aprofundir en la comprensió dels oceans, incorporant coneixements de l'astronomia, la biologia, la química, la geografia, la geologia, la hidrologia, la meteorologia i la física.

## Utilitat científica

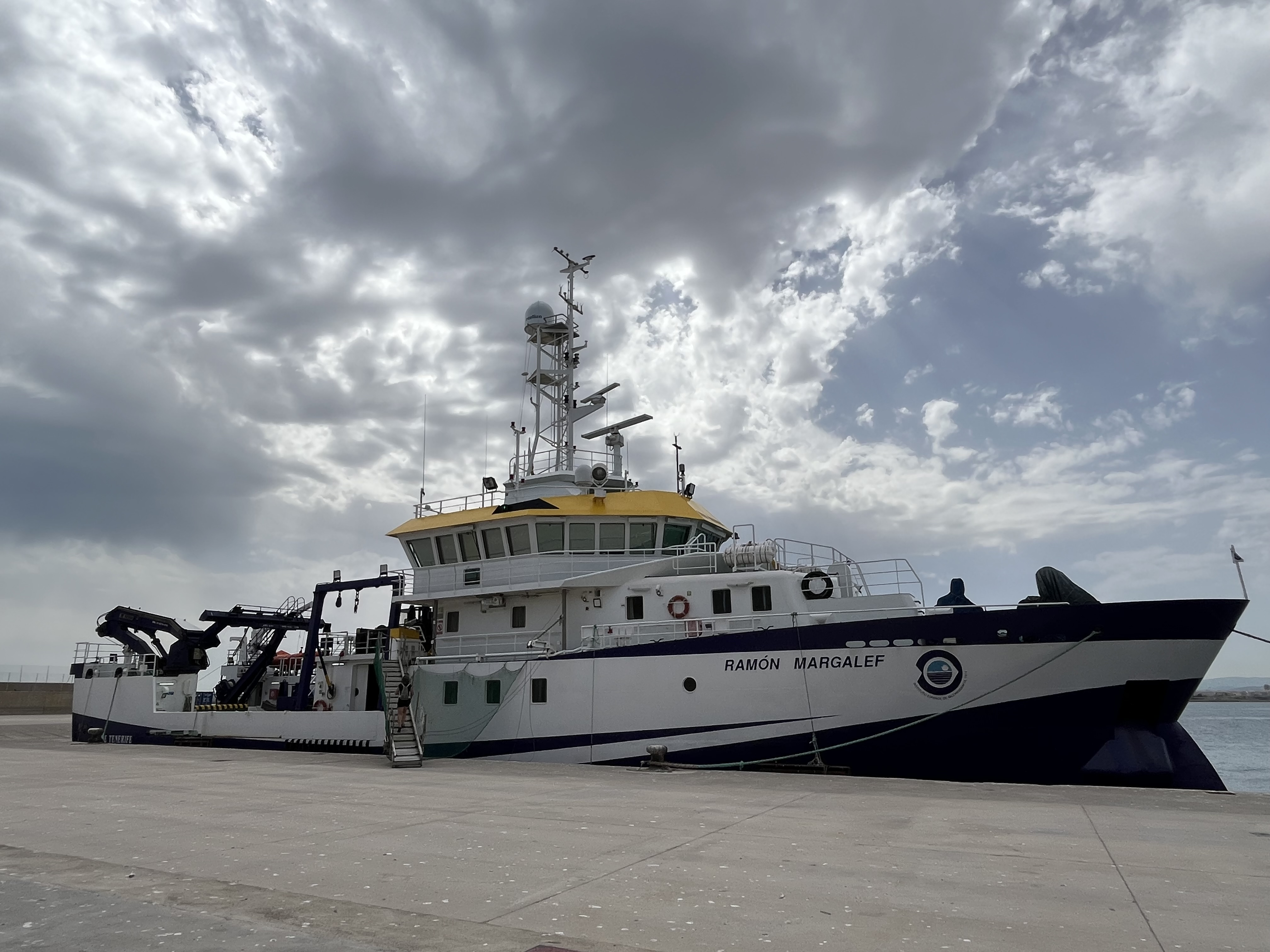
Vaixell oceanogràfic Ramon Margalef

Recerca i aplicació tècnica en tots els camps de les ciències marines per a l'assessorament de les administracions públiques i de les empreses que tenen per objecte o competència:
- els recursos alimentaris marins vius, salvatges i cultivats
- els recursos energètics, la prospecció i explotació de recursos renovables i no renovables
- la gestió, l'ordenació i l'actuació marítima i costanera i els fons marins
- el coneixement i conservació del medi ambient marí
- l’oceanografia operacional[3]
- la recerca científica, i la docència, entre d'altres.[4][5]

## Branques de l'oceanografia
Existeixen cinc branques principals de l'oceanografia: oceanografia física, oceanografia química, oceanografia biològica, oceanografia geològica i paleoceanografia.

### Oceanografia física
L'oceanografia física és la disciplina que, emprant els coneixements i metodologia propis de la física, estudia les estructures de l'aigua de mar a diverses escales d'espai i temps, els moviments que experimenta aquesta mateixa aigua i les forces que els generen. També és objecte d'aquesta disciplina el bescanvi d'energia i matèria entre l'oceà i l'atmosfera i entre l'oceà i la terra ferma. Els següents són temes centrals investigats per l'oceanografia física.

#### Oceanografia sísmica
L'oceanografia sísmica és una forma d'oceanografia acústica, en la qual les ones sonores s'utilitzen per estudiar les propietats físiques i la dinàmica de l'oceà. Proporciona imatges dels canvis en la temperatura i la salinitat de l'aigua de mar. A diferència de la majoria dels mètodes d'imatge acústica oceanogràfica, que utilitzen ones sonores amb freqüències superiors a 10.000 Hz, l'oceanografia sísmica utilitza ones sonores amb freqüències inferiors a 500 Hz. L'ús de so de baixa freqüència significa que l'oceanografia sísmica és única per la seva capacitat de proporcionar imatges molt detallades de l'estructura oceanogràfica que abasten distàncies horitzontals de centenars de kilòmetres i que s'estenen des de la superfície del mar fins al llit marí. Des dels seus inicis l'any 2003, s'ha utilitzat l'oceanografia sísmica per obtenir imatges d'una gran varietat de fenòmens oceanogràfics, inclosos fronts, remolins, scales termohalines, capes tèrboles i emanacions fredes. A més de proporcionar imatges espectaculars, les dades oceanogràfiques sísmiques han donat una visió quantitativa de processos com els moviments d'ones internes i corrents turbulents d'aigua de mar.

#### Corrents oceànics
Des de les primeres expedicions oceanogràfiques, un interès important va ser l'estudi dels corrents oceànics i els mesuraments de temperatura. Les marees, l'efecte Coriolis, els canvis de direcció i força del vent, la salinitat i la temperatura són els principals factors que determinen els corrents oceànics. La circulació termohalina (THC) connecta les conques oceàniques i depèn principalment de la densitat de l'aigua de mar. Cada cop és més comú referir-se a aquest sistema com a "circulació de gir meridial" perquè té en compte amb més precisió altres factors impulsors més enllà de la temperatura i la salinitat.
- Exemples de corrents sostinguts són el Corrent del Golf i el Corrent de Kuroshio que són corrents de frontera occidentals impulsats pel vent.

#### Oceanografia meteorològica
Aquesta branca de l'oceanografia física es dedica a la interacció de l'atmosfera i l'oceà amb la hidrosfera.

### Oceanografia química
L'oceanografia química és la disciplina que, emprant els coneixements i metodologia propis de la Química, estudia les concentracions, reaccions i comportament dels diversos elements i compostos en l'aigua de mar així com la seva participació en els processos que configuren els cicles biogeoquímics. També és objecte d'aquesta disciplina el bescanvi de matèria entre l'oceà i l'atmosfera, entre l'aigua i els fons oceànics i entre l'oceà i la terra ferma. L'oceanografia química també s'anomena química marina tot i que existeix un lleuger matís entre ambdues denominacions que té a veure amb l'estratègia de treball i el caràcter multidisciplinari de l'oceanografia química. Sovint l'oceanografia química es pot confondre amb la biogeoquímica marina. A més a més, aprofundeix en les alteracions que pateix el mar, per l'efecte de l'addició de substàncies orgàniques i inorgàniques derivades de l'activitat humana, coneguda com a contaminació marina.

### Oceanografia biològica
L'oceanografia biològica considera assignatures que es refereixin al coneixement i comprensió dels sistemes i processos biològics del mar, sent els seus aspectes essencials, l'estructura dels ecosistemes i el flux biològic de l'energia i de la matèria, en relació amb diversos factors ambientals naturals i artificials. Aquestes assignatures es preocupen dels aspectes ecològics de la vida marina en oceans oberts, zones costaneres i estuaris.

### Oceanografia geològica
L'oceanografia geològica estudia la part sòlida de la superfície terrestre coberta per l'aigua de mar, les illes oceàniques i les zones costaneres. S'inclou també l'estudi dels processos costaners, marges continentals, conques oceàniques, sediments del fons i tectònica de plaques.

### Paleoceanografia
La paleoceanografia estudia la història dels oceans en el passat geològic pel que fa a la circulació, la química, la biologia, la geologia i els patrons de sedimentació i la productivitat biològica. Els estudis paleoceanogràfics que utilitzen models ambientals i diferents proxys permeten a la comunitat científica avaluar el paper dels processos oceànics en el clima global mitjançant la reconstrucció del clima passat a diversos intervals. La investigació paleoceanogràfica també està lligada estretament amb la paleoclimatologia.

## Ensenyament
En l'ensenyament per a la formació de persones expertes en oceanografia i ciències del mar, s'imparteixen les assignatures de biologia marina, matemàtiques, estadística, oceanografia física (descriptiva), mètodes en oceanografia, química de les dissolucions aquoses, mecànica de fluids geofísics, microbiologia i parasitologia, geofísica, sedimentologia i paleontologia marina, tectònica de plaques, dinàmica marina i oceanografia química, aqüicultura, oceanografia ambiental, planificació i gestió del medi marí i litoral, enginyeria de costes, medi ambient i contaminació del medi marí, explotació i economia de recursos marins, recursos minerals marins i instal·lacions marines.

## Disciplines científiques relacionades
- Biogeoquímica: estudi dels cicles químics de la terra en l'activitat biològica
- Biogeografia:– estudi de la distribució de les espècies
- Climatologia: estudi científic del clima,
- Geografia costanera: estudi de la regió entre l'oceà i la terra
- Ciència ambiental: estudi del medi ambient
- Geofísica: física de la Terra i els seus voltants
- Glaciologia: estudi científic del gel i dels fenòmens naturals relacionats amb el gel
- Hidrografia: mesura de masses d'aigua
- Hidrologia: ciència del moviment, distribució i qualitat de l'aigua a la Terra
- Limnologia: ciència dels ecosistemes aquàtics continentals
- Meteorologia: Estudi científic interdisciplinari de l'atmosfera centrat en la predicció del temps. Meteorologia oceànica

## Història
Els humans, ja en temps prehistòrics, van observar el moviment de les ones, les marees i els corrents marins. Aristòtil i Estrabó van fer les primeres observacions que es coneixen. En l'antiguitat, es contemplava bàsicament la cartografia, els límits terrestres, els animals marins capturats i el mesurament de profunditats amb sondatge de vares o de plomada.
Amb finalitat comercial es cartografiaren les primeres rutes al Mediterrani. Els mariners aplegaven informació per fer els viatges cada cop més ràpids i segurs anotant els vents, els corrents, les zones amb esculls, els llocs on poder fondejar i els ports.
Al segle XVI els mariners portuguesos van fer observacions, sobretot centrades en la navegació i el traçat de rumbs a l'oceà Atlàntic. Pedro Nunes (1502–1578) va fer grans aportacions al càlcul de la corba loxodròmica i en el seu llibre "Tractat de l'esfera" (1537), hi va incloure un tractat sobre mètodes geomètrics i astronòmics de navegació.
En la modernitat s'inicià l'estudi de la biologia marina. James Cook (1728-1779) a més de cartografiar noves àrees oceàniques, en els seus viatges va anotar descripcions de plantes i animals fins aleshores desconeguts per la majoria de la humanitat.
Els científics van iniciar els estudis centrats en la vida marina, com Charles Darwin (1809-1882) en les seves expedicions com a naturalista a bord de l'HMS Beagle de 1831 a 1836. Va recollir i estudiar els organismes marins. Interessat per la geologia estudià els esculls de corall i la seva formació.